# Luzula lutea
Luzula lutea là một loài thực vật có hoa trong họ Juncaceae. Loài này được (All.) DC. mô tả khoa học đầu tiên năm 1805.

## Hình ảnh

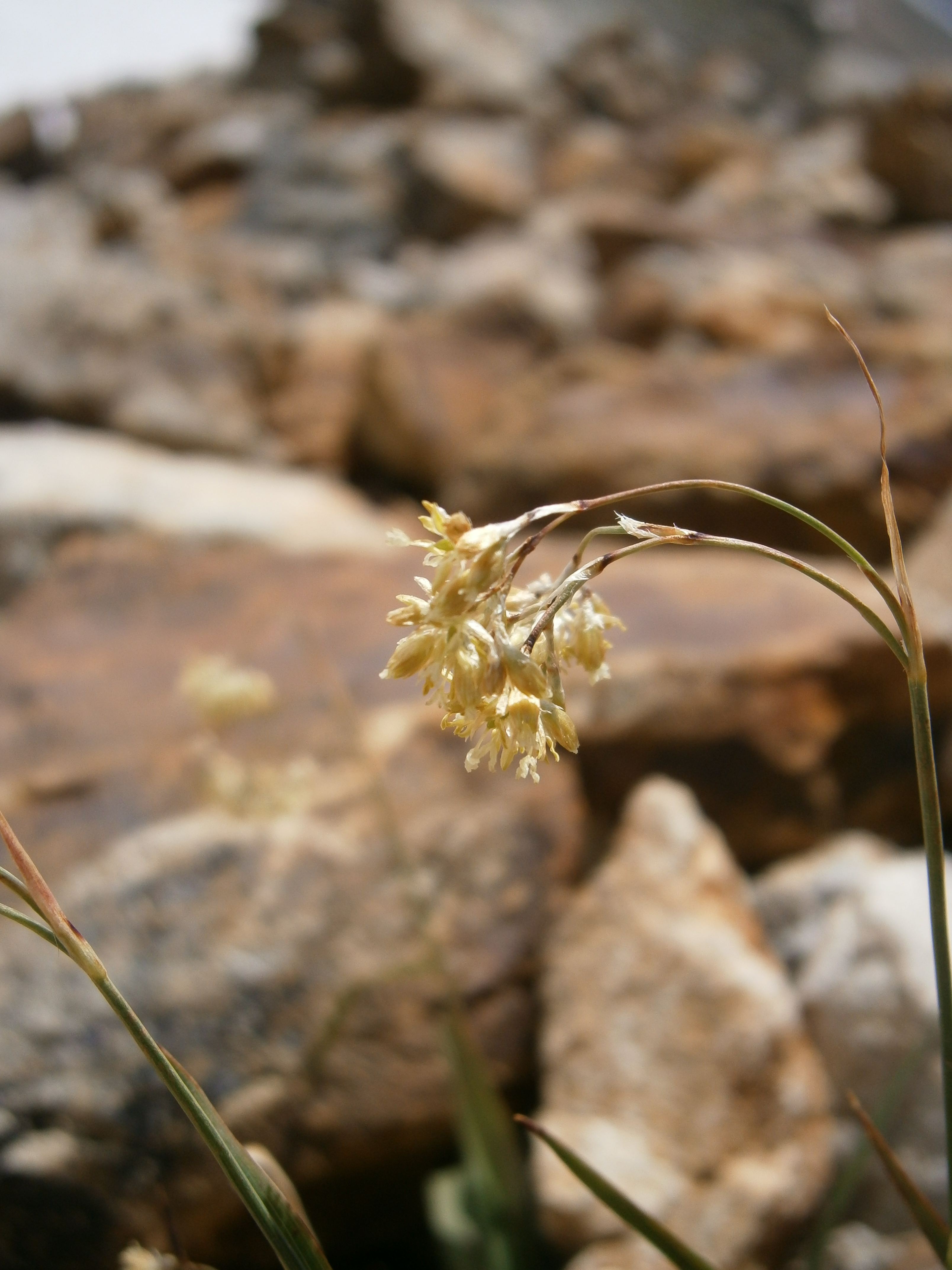
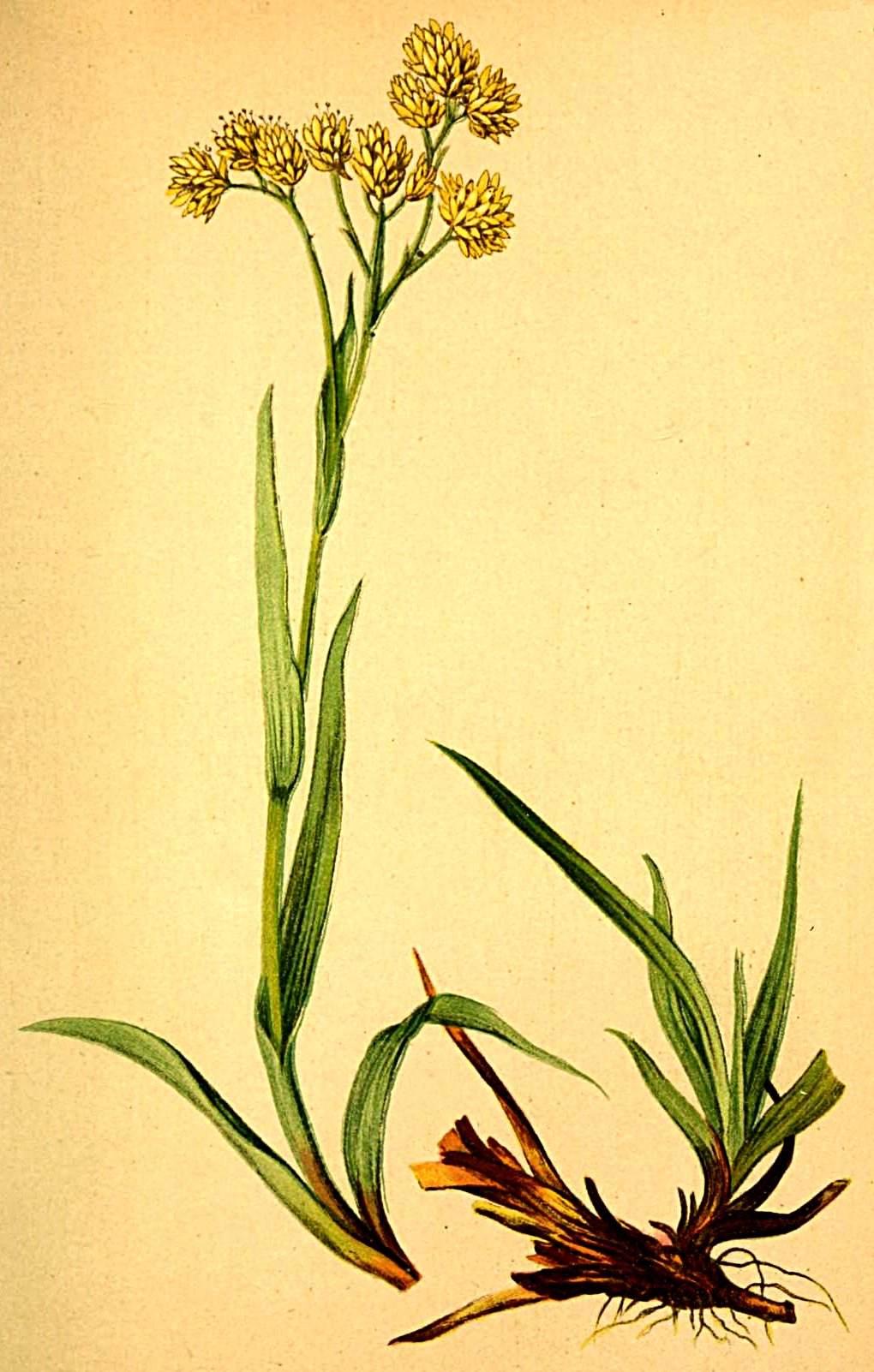
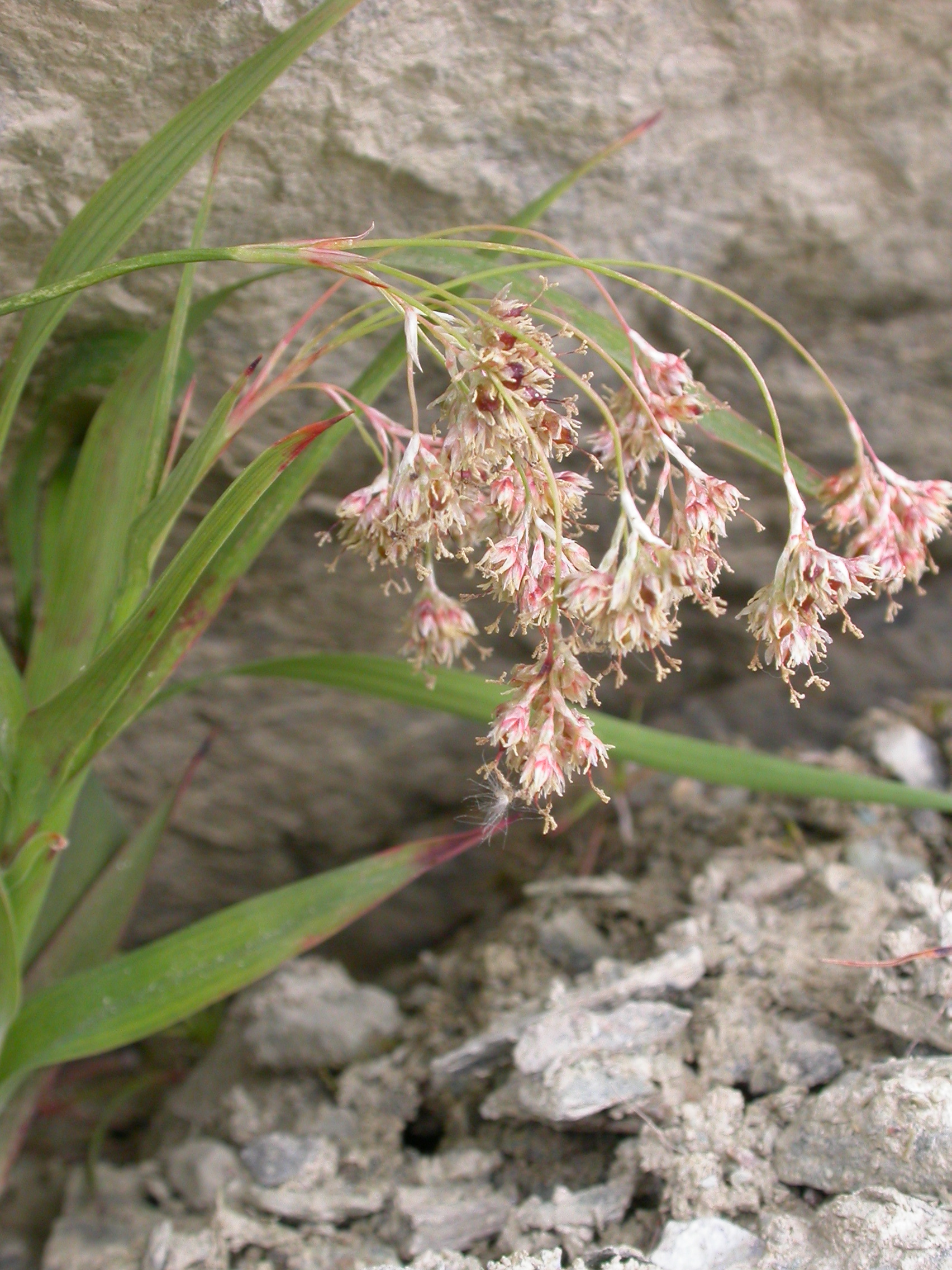
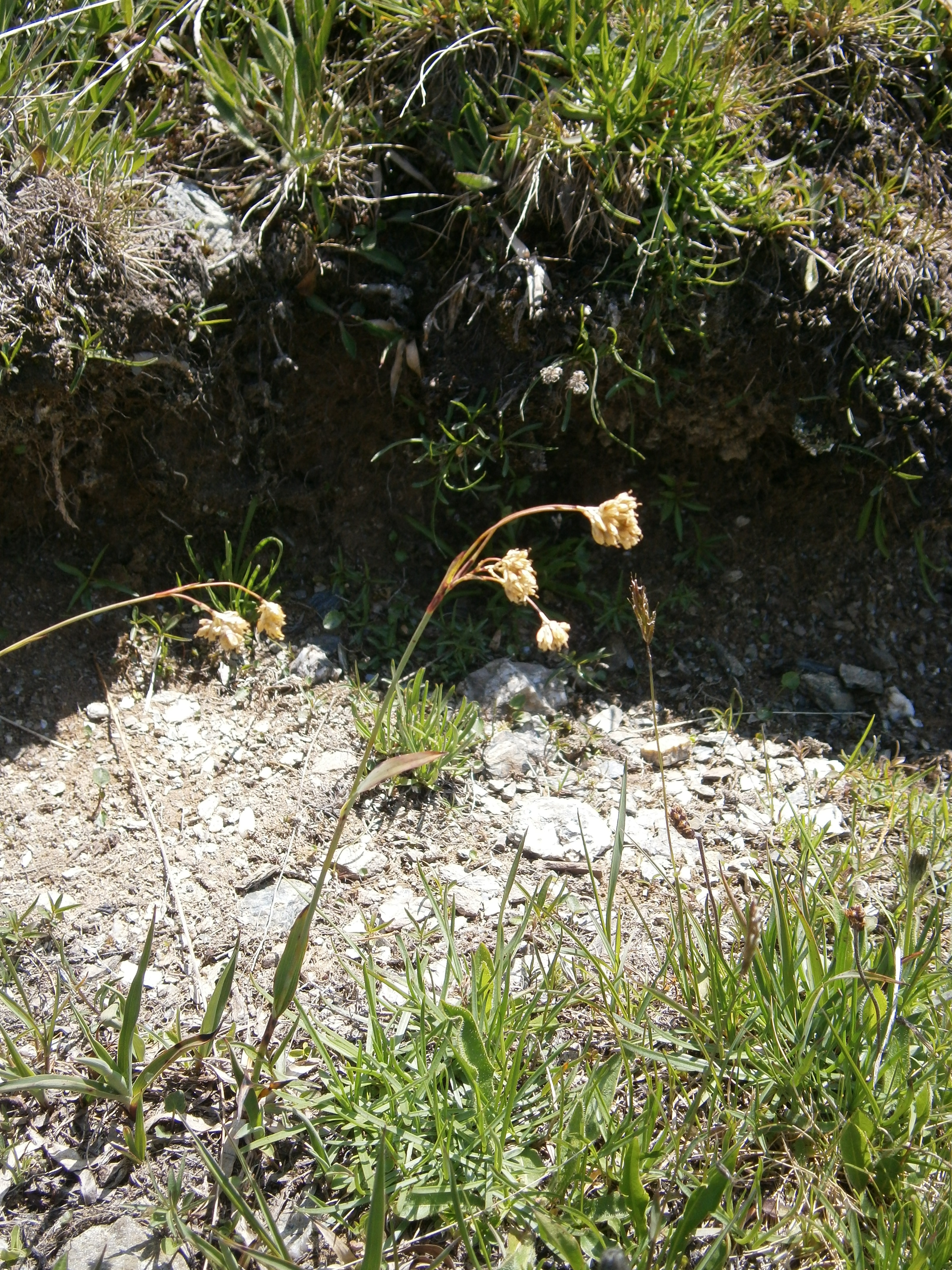